# Yamabushi
Yamabushi (jap. 山伏 Dosł. "ukrywający się w górach") – ascetyczni eremici z japońskich gór, których tradycja określa jako silnych wojowników obdarzonych nadprzyrodzonymi mocami. Wyznają doktrynę shugendō (jap. 修験道), będącą głównie połączeniem ezoterycznego buddyzmu sekt shingon i tendai oraz elementów shintō. Są przeważnie samotnikami, choć tworzą luźne konfederacje i wiążą się z określonymi świątyniami, a historycznie uczestniczyli niekiedy w bitwach i potyczkach razem z samurajami i sōheiami (mnichami-wojownikami). Ich początki sięgają pustelniczych yamabito, yamahōshi i niektórych hijiri z VIII i IX wieku.
Współcześnie termin ubasoku-yamabushi odnosi się do świeckich wyznawców shugendō. Religia kładzie mocny nacisk na ascezę i budowanie wytrzymałości. W okolicach świętego miejsca shugendō Dewa Sanzan i w świętych górach Kumano i Omine wciąż częstym widokiem są yamabushi w charakterystycznych biało-szafranowych szatach, z horagai (instrument dęty z muszli).

## Historia

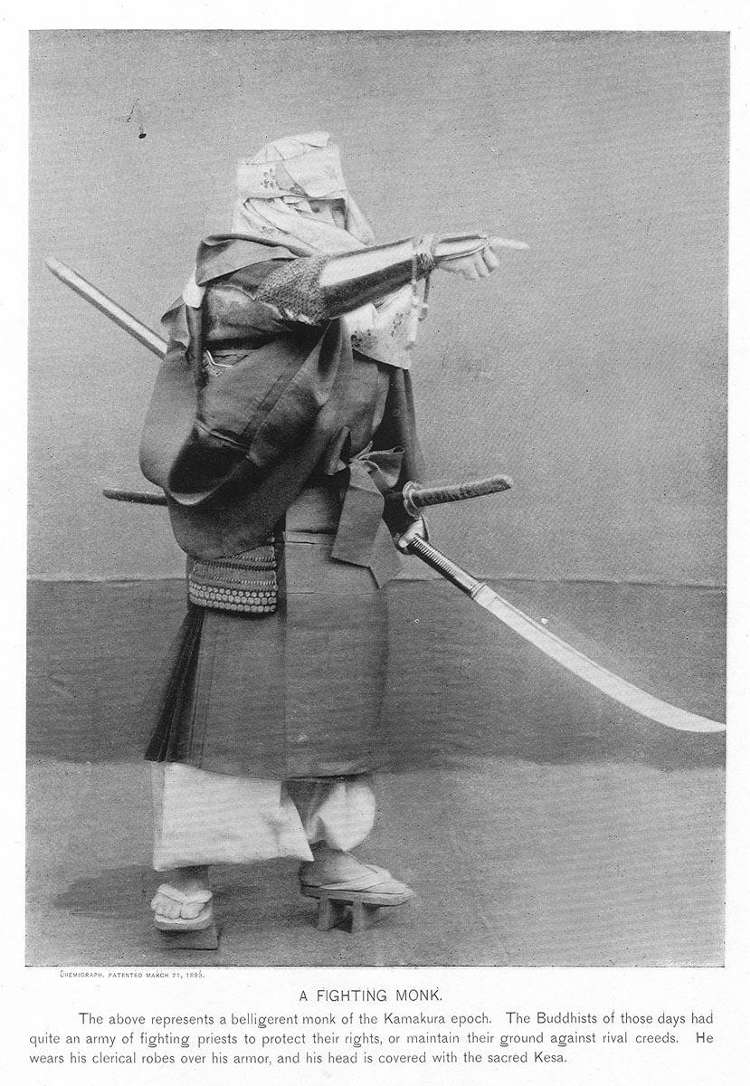
Fotografia XIX-wiecznego yamabushi

Yamabushi zaczynali jako yamahōshi, izolowane społeczności (lub jednostki) górskich eremitów, ascetów i "świętych mężów", którzy podążali ścieżką shugendō w poszukiwaniu duchowych, mistycznych lub ponadnaturalnych mocy uzyskiwanych poprzez ascezę. Możliwe, że ta droga nie miała założyciela, ponieważ mity otaczające En-no Gyōja są liczne i złożone, przez co przypomina on japońskiego Merlina. Ludzie, którzy zdecydowali się na tę ścieżkę, byli rozmaicie nazywani, między innymi: kenja, kenza i shugen-ja (jap. 修験者). Ci górscy mistycy zaczęli być poważani ze względu na ich zdolności magiczne i wiedzę okultystyczną. Poszukiwano ich jako uzdrowicieli lub medium, znanych jako miko.
Większość tych ascetów, poza poświęceniem shugendō studiowało nauki buddyjskiej sekty tendai lub sekty shingon, założonej w VIII wieku przez Kōbō Daishi. Shingon była jedną z głównych sekt mikkyō (jap. 密教) lub ezoterycznego buddyzmu, według którego oświecenie można odnaleźć poprzez izolację, studia i kontemplację siebie, natury i ezoterycznych obrazów nazywanych mandala. Obie sekty uważały góry za idealne miejsce dla tego typu izolacji i kontemplacji. W swoich górskich pustelniach mnisi studiowali nie tylko naturę, religijne teksty i obrazy, ale także różne sztuki walki. Nie jest jasne, czy celem była obrona przez bandytami, innymi mnichami czy armiami samurajów, ale idea nauki sztuk walki jako środka do rozwoju mentalnego i duchowego, nie tylko fizycznego, zawsze była głęboko zakorzeniona w japońskiej kulturze, niezależnie od doktryn poszczególnych sekt. W ten sposób yamabushi, jak sōhei, stali się wojownikami, nie tylko mnichami.
W miarę, jak wzmacniała się ich reputacja bazująca na mistycznej przenikliwości i wiedzy, organizacja rosła, a wielu mistrzów było powoływanych na wysokie duchowe pozycje w hierarchii dworskiej. Mnisi i świątynie zaczęły zyskiwać znaczenie polityczne. Do okresu Nanboku-chō w XIII i XIV wieku, yamabushi utworzyli zorganizowane oddziały nazywane konsha. Konsha, razem z sōhei i innymi mnichami zaczęli wykonywać polecenia z centralnych świątyń ich sekt. Pomagali cesarzowi Go-Daigo w próbie obalenia siogunatu Kamakura, a ich umiejętności bojowe okazały się odpowiednie do walki z armiami samurajów.
Kilkaset lat później, w okresie sengoku, yamabushi byli obecni wśród doradców i wojsk niemal każdej ze stron walczących o kontrolę nad Japonią. Niektórzy, prowadzeni przez Shingena Takedę, pomogli Nobunadze Odzie w walce przeciwko Kenshinowi Uesugi w 1568, podczas gdy inni, w tym opat Sessai Choro, doradzali Ieyasu Tokugawie. Wielu walczyło wraz z mnichami przeciwko Nobunadze, który ostatecznie ich pokonał i zakończył epokę mnichów-wojowników.
Yamabushi służyli również od średniowiecza jako sendatsu (duchowi przewodnicy górscy) od Kumano Kodo do Kumano Sanzan. Wśród pielgrzymów byli także emerytowani cesarze i arystokraci.

## Yamabushi a ninja
Podobnie jak inni mnisi-wojownicy, yamabushi potrafili używać różnych broni. Można odnaleźć wzmianki o używaniu przez nich łuku, miecza i sztyletu. Jednakże charakterystyczną dla nich bronią, podobnie jak w przypadku sōhei i Ikkō-ikki była naginata.
Jako dodatek do ich duchowych lub mistycznych zdolności, często przypisuje się yamabushi wykorzystanie ninjutsu. Były przypadki zatrudniania ninja przez górskich mnichów, zarówno do walki jak i do innych, bardziej sekretnych zadań. Z kolei ninja charakteryzowali się na mnichów lub górskich ascetów, aby swobodnie poruszać się w pewnych środowiskach. Najprawdopodobniej to było źródłem wspomnianych pogłosek. Wydaje się wątpliwe, aby znacząca liczba yamabushi była wyszkolona przez izolowane klany ninja.
W rzeczywistości klany ninja mogły wywodzić się ze stylu życia yamabushi połączonego z innymi interpretacjami ninpō (jap. 忍法 najwyższa forma ninjutsu) przejętymi przez zwykłych ludzi.